# Ð
Ð (hoofdletter Ð, kleine letter ð) (eth, eð of edh, Faeröers: edd) is een letter gebruikt in het IJslands, Faeröers en Elfdaals, evenals in het Oudengels (Angelsaksisch). De letter werd ook gebruikt in middeleeuws Scandinavië, maar werd later vervangen door dh. De letter heeft zijn oorsprong in een d met een dwarsstreep. De kleine letter heeft de gekromde vorm van een middeleeuwse geschreven d behouden, in tegenstelling tot de moderne d. In enkele andere talen worden sterk gelijkende letters gebruikt: de Đ/đ (D met streep, Servo-Kroatisch) en de Ɖ/ɖ (Afrikaanse D).

## Gebruik en uitspraak

### IJslands
In het IJslands staat de ð voor een stemhebbende dentale fricatief, zoals de th in het Engelse "them". Paradoxaal genoeg wordt de letter uitgesproken als eþ, dus stemloos, behalve indien gevolgd door een klinker. Geen enkel IJslands woord begint met deze letter, zodat de hoofdletter alleen wordt gebruikt indien een woord met louter hoofdletters wordt gespeld, zoals in opschriften.
Als IJslanders de speciale IJslandse letters weglaten, bijvoorbeeld wanneer ze op een buitenlands toetsenbord werken of een vreemde taal schrijven, vervangen ze þ door th en ð door d, bijvoorbeeld de voornaam Þórður wordt Thordur. In de Grote Bosatlas (52e editie) vervangt men de ð echter door dh en wordt bijvoorbeeld de IJslandse plaats Seyðisfjörður als Seydhisfjördhur gespeld.

### Faeröers
In het Faeröers wordt ð nooit uitgesproken, behalve voor een r in sommige woorden (dan uitgesproken als [g]). In de alfabetten van het IJslands en het Faeröers komt de ð na de d.

### Angelsaksisch
In het Angelsaksisch kan ð voor dezelfde klank staan als in het IJslands, of voor de stemloze th van "thread", die beide ook werden weergegeven met de Þ (thorn). De eth werd gewoonlijk gebruikt voor een stemhebbende combinatie van twee als een klank uitgesproken medeklinkers.

### IPA
De kleine letter eth wordt gebruikt als symbool in het International Phonetic Alphabet (IPA), wederom voor een stemhebbende dentale fricatief, en in dat kader wordt het symbool ook uitgesproken als [ɛð].

### Computer
Op Faeröerse en IJslandse toetsenborden heeft de ð een aparte toets.
Op computers die Microsoft Windows of Linux gebruiken en ingesteld zijn voor het Amerikaans-internationale toetsenbord, dat in Nederland vaak gebruikt wordt, kan de Ð/ð met de combinatie Alt Gr (rechter alt)+D/d worden getypt. Een alternatief, dat ook op AZERTY-toetsenborden werkt, is Alt+209 voor de hoofdletter of Alt+0240 voor de kleine letter.
Op een Apple Macintosh met een Nederlands of Belgisch toetsenbord is de ð in te voeren via het Lettertekenpalet.

## Letters die er hetzelfde uitzien
Er bestaan nog twee letters waarvan de hoofdletter er vrijwel hetzelfde uitziet als de eth:
- de D met streep, Đ, die wordt gebruikt in het Servo-Kroatisch, Vietnamees en Samisch. De kleine letter ziet eruit als een gewone kleine d met een streepje door de ophaal: đ.
- de Afrikaanse D, Ɖ, gebruikt in het Ewe. De kleine letter daarvan ziet eruit als een kleine d met een staartje onderaan de poot: ɖ.